# HMS Porpoise (N14)
L'HMS Porpoise (N14) va ser un dels sis submarins classe Grampus dedicat al minatge de la Royal Navy. Va ser construït a Vickers Armstrong, Barrow i avarat el 30 d'agost de 1932. Va servir durant la Segona Guerra Mundial a la majoria dels teatres navals de la guerra, a les aigües nacionals, la Mediterrània i l'Extrem Orient. Va ser enfonsat amb tota la tripulació per avions japonesos el 19 de gener de 1945, i va ser l'últim submarí de la Royal Navy que es va perdre per l'acció enemiga.

## Carrera
El 1940 estava operant al mar del Nord. Va atacar sense èxit el submarí alemany U-3, i més tard va enfonsar el dragamines alemany M 5 quan va colpejar una mina posada pel Porpoise. Va informar que havia disparat contra un submarí desconegut, que podria haver estat l'U-1 que va desaparèixer en aquesta època. Tanmateix, l'U-1 pot haver colpejat una mina posada pel germà del Porpoise, HMS Narwhal.
Al llarg de finals de 1941 i 1942, el Porpoise va operar al Mediterrani. El 9 de desembre, a unes poques milles al sud del Peloponès, va torpedinar i danyar greument el vaixell alemany de passatgers i càrrega Sebastiano Veniero (Jansen), que transportava uns 2.000 presoners de guerra del Regne Unit, Sud-àfrica i altres de la Commenwealth. Almenys 300 presoners de guerra van morir i els alemanys van varar el vaixell mercant a Methoni, a Grècia, per evitar que s'enfonsés amb més morts. 'Aleshores, el Porpoise va tornar a posar mines a Creta.

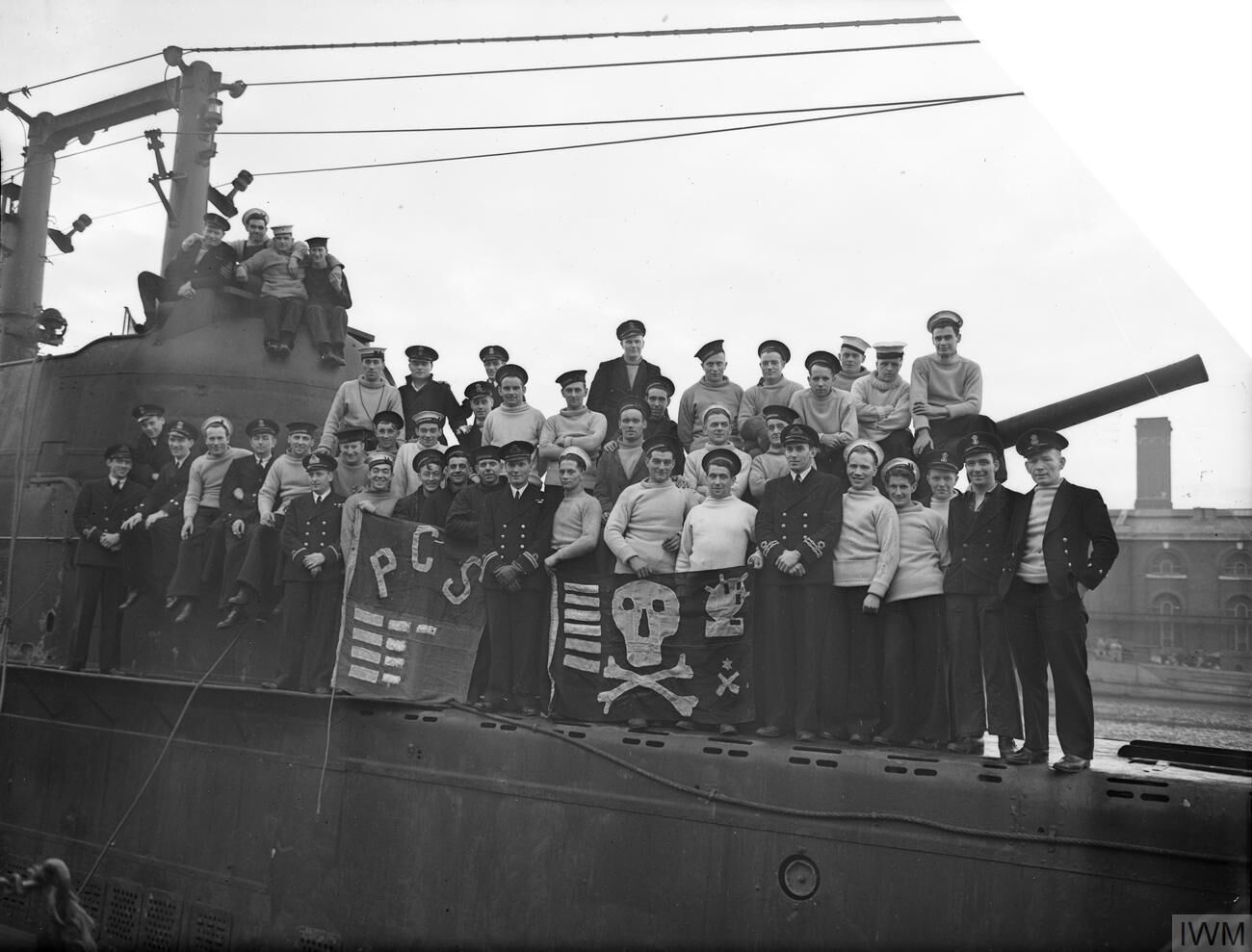
HMS Porpoise a Malta el 20 de gener de 1943 (IWM A14004)

El 1942, sota el comandament de Leslie Bennington, va enfonsar el mercant italià Citta di Livorno i més tard el transport italià Ogaden, però va perdre el torpediner italià d'escorta Montanari. El Porpoise va passar a torpedinar i enfonsar el mercant italià Lerici, i va atacar sense èxit el mercant Iseo el 19 d'agost, una acció durant la qual va ser danyada per les càrregues de profunditat del vaixell torpediner d'escorta Lerici. Cap a finals d'any va enfonsar el petroler italià Giulio Giordani i el patruller auxiliar F-39 / Fertilia, diversos dies després que un atac anterior al vaixell hagués fracassat. El vaixell torpediner italià Generale Antonio Cantore va impactar contra una mina posada per Porpoise i també va ser enfonsat.
El 1944 va trobar el Porpoise operant al Pacífic contra les forces japoneses. Va enfonsar directament diversos petits vaixells de vela, mentre que els caçasubmarins auxiliars japonesos Cha 8 i Cha 9, el petroler de l'exèrcit Takekun Maru i el dragamines auxiliar Ma 1 van ser enfonsats després de colpejar les mines posades per Porpoise. El dragamines auxiliar Kyo Maru No. 1 i el caçador de submarí Ch 57 van ser danyats per les mines.
L'11 de setembre de 1944, el Porpoise va participar en l'operació Rimau transportant 24 comandos australians a l'illa de Merapas, una petita illa davant de la costa de Singapur.
El Porpoise va tornar a Fremantle, Austràlia, el 24 d'octubre. Al seu retorn de l'operació Rimau, s'observa que Porpoise es va trobar amb un petit comboi enemic i més tard amb un gran camió cisterna. El Porpoise va declinar un combat en qualsevol oportunitat, ja que les seves ordres havien de romandre ocultes tret que es presentés un objectiu important. Es creu que el Porpoise va patir danys desconeguts durant la missió de Rimau i es va observar que tenia fuites de combustible. També es va trobar mal temps durant el viatge de tornada a Fremantle. El viatge del submarí va ser principalment a la superfície durant les fortes tempestes. El Porpoise va necessitar submergir-se en algun lloc de l'estret de Lombok gairebé perdent el control quan es va submergir violentament en els forts corrents i remolins associats amb aquell estret.
Després de ser sotmès a reparacions a Fremantle, el Porpoise va navegar a Ceilan el novembre de 1944 i va operar des d'aquesta zona durant la resta de la guerra.

## Enfonsament
El gener de 1945 l'HMS Porpoise estava posant mines a l'estret de Malaca, als voltants de Penang. El 9 de gener, va indicar que la seva missió s'havia portat a terme amb èxit. El submarí no es va saber mai més.
Els registres japonesos mostren que els localitzadors de ràdio a Penang van agafar la seva posició i el subcaçador CH-8 va ser enviat a la zona i va dur a terme un atac sobre el Porpoise. Més tard aquell dia, un submarí va ser detectat i bombardejat per avions als voltants de Penang. L'avió va rebre un impacte amb una de les seves bombes i el submarí es va enfonsar, provocant una gran taca d'oli. CH-8 va trobar el submarí encara assegut al fons amb el seu sonar.

## Publicacions
- Caruana, Joseph «Emergency Victualling of Malta During WWII». Warship International, vol. LXIX, 4, 2012, pàg. 357–364. ISSN: 0043-0374.
- Plantilla:Cite Colledge2006

My Interesting Four years 1940 -1944 L.J. Read, Auckland Museum, NZ Army Museum
No Honour No Glory The tragic Deaths of 162 Kiwi prisoners of War by Spence Edge & Jim Henderson ISBN 0 00 217208 9 Collins Publication 
Fighting with the Enemy New Zealand POWs and the Italian Resistance by Susan Jacobs . ISBN O 14 301862 0 Penguin Publication
Prisoners Of War New Zealand In The Second World War, Official History by W. Wynne Mason Published by R.E. Owen Government Printer